# Tarenna hirsuta
Tarenna hirsuta är en måreväxtart som beskrevs av William Grant Craib. Tarenna hirsuta ingår i släktet Tarenna och familjen måreväxter. Inga underarter finns listade i Catalogue of Life.